# Rolf Biland
Rolf Biland (ur. 1 kwietnia 1951 w Laufenburgu) – szwajcarski kierowca wyścigowy oraz kierowca motocyklowy.

## Życiorys
Biland rozpoczął karierę w międzynarodowych wyścigach samochodowych w 1983 roku od startów w European Endurance Championship oraz Europejskiej Formule 2. W serii endurance uzbierane dwa punkty dały mu 76 miejsce w klasyfikacji generalnej. W tym samym roku w Mistrzostwach Europejskiej Formuły 2 wystartował w pięciu wyścigach ze szwajcarską ekipą Schweizer Automobil Rennsport. Uzbierany jeden punkt uplasował go na dwudziestej pozycji w końcowej klasyfikacji kierowców. Rok później nie ukończył już żadnego wyścigu.
W latach 1974–1996 Szwajcar startował w wyścigach motocyklowych. Najlepiej spisywał się w wyścigach motocyklów z bocznymi wózkami, gdzie zdobywał mistrzowskie tytuły w latach 1978–1979, 1981, 1983 oraz 1992–1994.